# Arthur Brisbane
Arthur Brisbane, né le 12 décembre 1864 à Buffalo et mort le 25 décembre 1936, est un éditorialiste et directeur éditorial américain. Ami et principal collaborateur de William Randolph Hearst, sa colonne éditoriale était lue par plus de vingt millions d'Américains au début du XXe siècle. De 1897 à sa mort, il a été rédacteur en chef du New York Evening Journal, journal le plus important du groupe Hearst.

## Biographie
Brisbane est né à Buffalo, dans l'État de New York, d'Albert Brisbane (1809-1890), un socialiste utopiste américain qui est considéré comme le principal vulgarisateur des théories de Charles Fourier aux États-Unis. Albert est l'auteur de plusieurs ouvrages, dont Social Destiny of Man (1840), ainsi que du périodique fouriériste The Phalanx. Il a également fondé la Fourierist Society à New York en 1839, et a soutenu plusieurs autres communes phalanstériennes dans les années 1840 et 1850.
Arthur a fait ses études aux États-Unis et en Europe.

## Carrière de journaliste
En 1882, il commence à travailler comme journaliste et rédacteur en chef à New York, d'abord au Sun, puis au New York World de Joseph Pulitzer. Engagé par William Randolph Hearst, il devient rédacteur en chef du New York Journal et un ami de Hearst. Sa colonne éditoriale avait un lectorat quotidien estimé à plus de 20 millions de personnes, selon le magazine Time.
En 1897, il accepte la rédaction de l'Evening Journal, fleuron de la chaîne Hearst, et acquiert grâce à lui une influence inégalée par aucun rédacteur en chef aux États-Unis. Son style direct et énergique a influencé la forme de l'éditorial et de l'information aux États-Unis. Il lui est attribué le dicton « Si vous ne frappez pas le lecteur entre les deux yeux dans la première phrase de votre article, vous risquez de ne pas être à la hauteur ».